# Dysidea minna
Dysidea minna är en svampdjursart som beskrevs av Kazuo Hoshino 1985. Dysidea minna ingår i släktet Dysidea och familjen Dysideidae.
Artens utbredningsområde är havet kring Japan. Inga underarter finns listade i Catalogue of Life.